# Extraordinary Worlds Studio
Pour les articles homonymes, voir eWs.
Extraordinary Worlds Studio (EW-Studio ou eWs) était un éditeur de jeux de rôle français basé à Nancy et créée par Christian Grussi, Lionel Davoust et Sidney Merkling. Il publie tous ses jeux sous licence ludique libre ; le premier opus date de mars 2004.
Il est le créateur de l'EW-System un système de jeu générique téléchargeable sur son site, qui est décliné sur plusieurs jeux :
- EW-System Deluxe, une version imprimée des règles génériques ;
- les EW-Universes :
  - Arkeos
  - Cirkus
  - Sovok

À l'été 2005, l'entreprise rencontre des difficultés financières ; elle déclare sur son site le 17 juillet :

« De vous proposer des titres de qualité à prix modique est un défi difficile à relever étant donné la conjoncture économique actuelle. »

L'entreprise est mise en liquidation judiciaire le 6 septembre 2005, la distribution d'une partie des produits au format PDF est reprise par Indie-RPG, plateforme de distribution mise en place par Christian Grussi, puis par Cassendre eXperiment (également créé par Christian Grussi).
La société est radiée le 15 novembre 2006.

## Commentaire
Le principe d'un livret comprenant les règles, une description du monde et un ou deux scénarios n'est pas sans rappeler le concept d'Universom, mais les gammes d'EWS devaient disposer d'un suivi régulier.